# Transhimalaje
Transhimalaje (chiń. 冈底斯山脉; pinyin Gāngdǐsī Shānmài) – góry w Chinach na południu Wyżyny Tybetańskiej.
Długie na 1000 km, szerokie na 30-225 km. W tektonicznym obniżeniu dzielącym je od Himalajów płyną rzeki: Brahmaputra górna, Satledź, Indus. Główne pasma: Nganglong Kangri (wysokość do 6596 m), Nienczen Tangla (7182 m), Kajlas.
Odkrył je i nazwał tak (1907) szwedzki podróżnik i geograf Sven Hedin, "góry zahimalajskie".
Pasmo górskie zbudowane jest głównie z kwarcytów, łupków, granitów i wapieni sfałdowanych w orogenezie alpejskiej, natomiast porastająca je roślinność jest półpustynna na stokach północnych, stepowa na południowych. Wieczne śniegi występują w górnych partiach, lodowce zaś w górnym piętrze.
Powyżej 5000 m są trudno dostępne przełęcze.